# Gertrud Heinzelmann
Gertrud Heinzelmann, née le 17 juin 1914 à Wohlen et morte le 4 septembre 1999 à Fällanden, est une avocate et militante féministe.   
Elle est une pionnière de l'égalité des femmes dans l'Église et la société. En Suisse, elle fait partie des figures clés qui contribuent à l'intégration de l'article sur l'égalité dans la Constitution.  
De 1956 à 1976, elle fait partie du comité central de l'Association suisse pour le suffrage féminin, assumant la présidence de l'association en 1959-1960,  
En 1962, à l'occasion du Concile Vatican II, elle publie une demande de 24 pages intitulée Femme et Concile - Espoir et Attente adressée au pape Jean XXIII pour obtenir l'accès des femmes à la prêtrise et l'égalité des sexes dans l'Église catholique. À la suite de cette demande, la discussion sur l'ordination des femmes gagne un large public, au point de créer un mouvement mondial.  

## Biographie

### Origines et famille
Gertrud Heinzelmann naît le 17 juin 1914 à Wohlen, dans le canton d'Argovie. Elle est originaire de Zurich et de Genève et de confession catholique. 
Elle grandit au sein d'une famille de commerçants : son père, Hans, est négociant, tandis que sa mère, Berta Zimmermann, est un membre important de l'Internationale communiste.
Elle reste célibataire.

### Études
En 1934, après avoir obtenu sa maturité à l'École supérieure de jeunes filles de Zurich, ne pouvant accéder aux études de théologie en tant que femme, elle entreprend des études de droit à l'Université de Zurich.
En 1942, elle conclut son cursus universitaire par l'obtention d'un doctorat, puis réussit l'examen du barreau. Sa thèse de doctorat s'intitule Le rapport fondamental entre l'Église et l'État dans les concordats.

### Parcours professionnel
Malgré l'inscription d'un article sur l'égalité dans la Constitution fédérale, l'absence de droit de vote complique sa carrière professionnelle. Pendant de nombreuses années, elle gagne sa vie en tant qu'avocate pour une compagnie d'assurance proposant des services de protection juridique. 
De 1963 à 1976, elle occupe le poste de responsable du bureau chargé de lutter contre l'arbitraire administratif et associatif géré par la Fédération des coopératives Migros à Zurich. Elle y offre des consultations juridiques gratuites et devient ainsi la première médiatrice de Suisse.
Puisqu’aucun éditeur n’est disposé à publier ses livres, elle fonde en 1964 Interfeminas, qui devient la première maison d'édition germanophone spécialisée dans la publication d'ouvrages sur les droits des femmes. Elle y publie ses ouvrages ainsi que ceux d'autres féministes.
De 1972 à 1975, elle siège au synode 72[Quoi ?] du diocèse de Coire.
Elle prend sa retraite le 1er juillet 1976 et détruit les dossiers de sa période de médiatrice.

### Engagement pour les droits des femmes
Dès son jeune âge, elle est témoin des discriminations dont sont victimes les femmes, ce qui l'habitue à une vie indépendante. Cependant, son intérêt pour la politique se perd au moment de son passage à l'âge adulte lorsqu'elle voit ses anciens camarades de classe recevoir leur carte de vote alors qu'elle en est exclue.
Elle devient membre à l'âge de 20 ans de l'Association pour le droit de vote des femmes, et à partir de ce moment, la défense des droits des femmes devient la mission centrale de sa vie.
Au cours de ses recherches pour son doctorat, elle découvre des citations antiféministes dans les textes patristiques et scolastiques. « Au lieu de l'élévation spirituelle que j'attendais naïvement de la pensée théologique, j'ai trouvé la méconnaissance, l'humiliation et l'oppression... » dit-elle. Quitte à prendre du retard dans ses travaux, elle relève ces passages misogynes. Elle se sent à la fois attristée et en colère en découvrant ces éléments dans les écrits de Thomas d'Aquin : 

« Voilà donc le vrai visage du célèbre Doctor angelicus ! C'est avec un effroi croissant que je constituai un volumineux cahier d'annotation avec ses citations et mes commentaires. »

Ces extraits et commentaires personnels vont constituer la base de sa lettre adressée des années plus tard au Concile Vatican II. 
De 1956 à 1976, elle fait partie du comité central de l'Association suisse pour le suffrage féminin, assumant la présidence de l'association en 1959-1960, ainsi que la présidence de la section zurichoise de 1962 à 1966.

### Demande d'accès des femmes à la prêtrise au Concile Vatican II
En 1962, à l'occasion du Concile Vatican II, elle demande au pape Jean XXIII l'accès des femmes à la prêtrise et l'égalité des sexes dans l'Église catholique. Aucune femme n'avait osé faire cela avant elle.

Sa demande de 24 pages, intitulée Femme et Concile - Espoir et Attente, est publiée pour la première fois en juillet 1962 dans Die Staatsbürgerin, la revue de l'Association zurichoise pour le droit de vote des femmes, et connaît un large écho.
« [...] Je prends la parole en tant que femme de notre temps qui, par ses études, sa profession et une longue activité dans le mouvement des femmes, connaît les besoins et les problèmes de ses sœurs. Je m'adresse à vous dans l'espoir que ma requête recevra l'attention qu'elle mérite en raison de la gravité de son contenu. Car en exprimant mes pensées, je me sens la sœur de toutes les sœurs. Je voudrais que mes paroles soient comprises comme la plainte et l'accusation d'une moitié de l'humanité - l'humanité féminine, qui a été opprimée pendant des millénaires et à l'oppression de laquelle l'Église, par sa théorie de la femme, a participé et participe d'une manière qui blesse gravement la conscience chrétienne. » commence-t-elle dans sa requête adressée à la Commission préparatoire du Concile Vatican II.

#### Réactions aux États-Unis et en Suisse, et de l'Église
En Suisse, Heinzelmann fait l'objet de vives critiques, particulièrement de la part des cercles conservateurs, qui jugent que sa demande est une « provocation […] qui dépasse toute mesure d'une prise de position décente et objective » selon le journal Vaterland. Certains évêques suisses expriment régulièrement leur avis sur le sujet, et ce, même dans un sens positif. Néanmoins, la Conférence des évêques suisses (CES) demeure fermée à la discussion.
Aux États-Unis, la requête, qui est rapidement traduite en anglais, suscite un écho international. En particulier de Mary Daly, une jeune théologienne féministe, qui soutient publiquement Gertrud Heinzelmann. Grâce à celle-ci, la discussion sur l'ordination des femmes gagne un large public. D'autres voix de théologiennes allemandes et américaines se joignent à elle au point de créer un mouvement mondial en faveur de l'ordination des femmes et de l'égalité totale des droits des femmes au sein de l'Église. 
Avec les Allemandes Ida Raming et Iris Müller et les Américaines Rosemary Lauer et Mary Daly, elle lance en 1964  Won’t Keep silence any longer !, « un manifeste retentissant qui visait à peser plus efficacement sur les
travaux conciliaires ». Les réponses jugées maladroites du franciscain Gino Concetti dans L'Osservatore Romano, qui s'appuie sur l'infériorité sociale de la femme prise comme explication par Thomas d'Aquin et fait appel à l'obligation pour le Christ de « respecter l’ordre de la création et le plan du salut qui exigent tous deux la
suprématie de l’homme, de l’ancien Adam et du nouveau Christ » sont inaudibles dans le contexte. Plusieurs religieux se disent prêts à accepter au moins le diaconat, et à réfléchir au sacerdoce de la prêtrise. En réaction, des théologiens se mobilisent dans une réflexion menant à la publication en 1974 de Inter Insigniores, qui propose d'autres arguments contre l'ordination des femmes.

### Mort
Elle décède à l'âge de 85 ans le 4 septembre 1999, à Benglen, dans la commune de Fällanden.

## Prix et distinctions
- 1981 : prix Binet-Fendt (Département fédéral de l'intérieur[8]) pour sa lutte en faveur des droits des femmes[1].
- 1992 : prix Ida-Somazzi pour sa lutte en faveur des droits des femmes[1].
- 2001 : prix Gesellschaft zu Fraumünster de Zurich[5].

## Ouvrages
- (de) Gertrud Heinzelmann, Das grundsätzliche Verhältnis von Kirche und Staat in den Konkordaten, Sauerländer, 1943, 209 p.
- (de) Gertrud Heinzelmann, Schweizerfrau - dein Recht!, Polygr. Verlag, 1960, 52 p.
- (de) Gertrud Heinzelmann, Frau und Konzil, Verlag der Staatsbürgerin, 1962, 24 p.
- (en) Gertrud Heinzelmann, We won't keep silence any longer!, Interfeminas, 1964, 112 p.
- (de) Gertrud Heinzelmann, Die getrennten Schwestern : Frauen nach dem Konzil, Interfeminas-Verlag, 1967, 104 p.
- (de) Gertrud Heinzelmann, Der Vatikan und die Frauen : was Feministinnen am neuen kanonischen Recht interessieren könnte, Commission fédérale pour les questions féminines, 1984
- (de) Gertrud Heinzelmann, Die geheiligte Diskriminierung : Beiträge zum kirchlichen Feminismus, Interfeminas-Verlag, 1986, 240 p. (ISBN 3857550058)
- (de) Gertrud Heinzelmann, Wir schweigen nicht länger! Frauen äussern sich zum II. Vatikanischen Konzil, Interfeminas-Verlag, 1964, 112 p.
- (gsw-CH) Gertrud Heinzelmann, Frau und Konzil : us der Familietradition verzellt, Verlag der Staatsbürgerin, 1992
- (gsw-CH) Gertrud Heinzelmann, Vom Rietschi-Huus z'Bosmel und vo alte Gschichte : Erzählung, G. Heinzelmann, 1992, 35 p.